# Stella (film)
Stella je francouzské autobiografické komediální drama z roku 2008, které napsala a režírovala Sylvie Verheyde podle vlastního scénáře. Snímek měl světovou premiéru na filmovém festivalu v Benátkách v sekci Giornate degli Autori dne 1. září 2008.

## Děj
V roce 1977 bylo Stelle jedenáct let a žila v okrajové pařížské čtvrti, která byla jako dělnická určená k renovaci. Její rodiče zde provozovali malé bistro. Díky úspěchu ve školního zeměpisu se dostala na dobrou pařížskou střední školu, kde se spřátelila s Gladys, dcerou argentinských intelektuálů. Stane se její nejlepší kamarádkou a pomůže jí najít místo v životě.

## Obsazení
| Léora Barbara          | Stella                             |
| Benjamin Biolay        | otec Stelly                        |
| Karole Rocher          | matka Stelly                       |
| Mélissa Rodrigues      | Gladys                             |
| Miguel Benasayag       | otec Gladys                        |
| Guillaume Depardieu    | Alain Bernard                      |
| Christophe Bourseiller | pan Larpin                         |
| Valérie Stroh          | Tillier Dumas, profesorka dějepisu |
| Jeannick Gravelines    | Bubu                               |
| Thierry Neuvic         | Yvon                               |
| Johan Libéreau         | Loic                               |
| Laëtitia Guérard       | Geneviève                          |
| Anne Benoît            | paní Douchewsky                    |
| Yolaine Gliott         | ředitel školy                      |
| William Wayolle        | Eric                               |
| Maxence Thorey         | Alexandre Bergeron                 |
| Nicolas Janny          | profesor matematiky                |

## Ocenění
- Grand Prix du Meilleur Scénariste: Cena  Arlequin
- Festival international du film de Flandre-Gand: cena za scénář SABAM (Sylvie Verheyde)
- César: nominace v kategorii nejlepší herec ve vedlejší roli (Benjamin Biolay)